# Hans-Peter Jahn

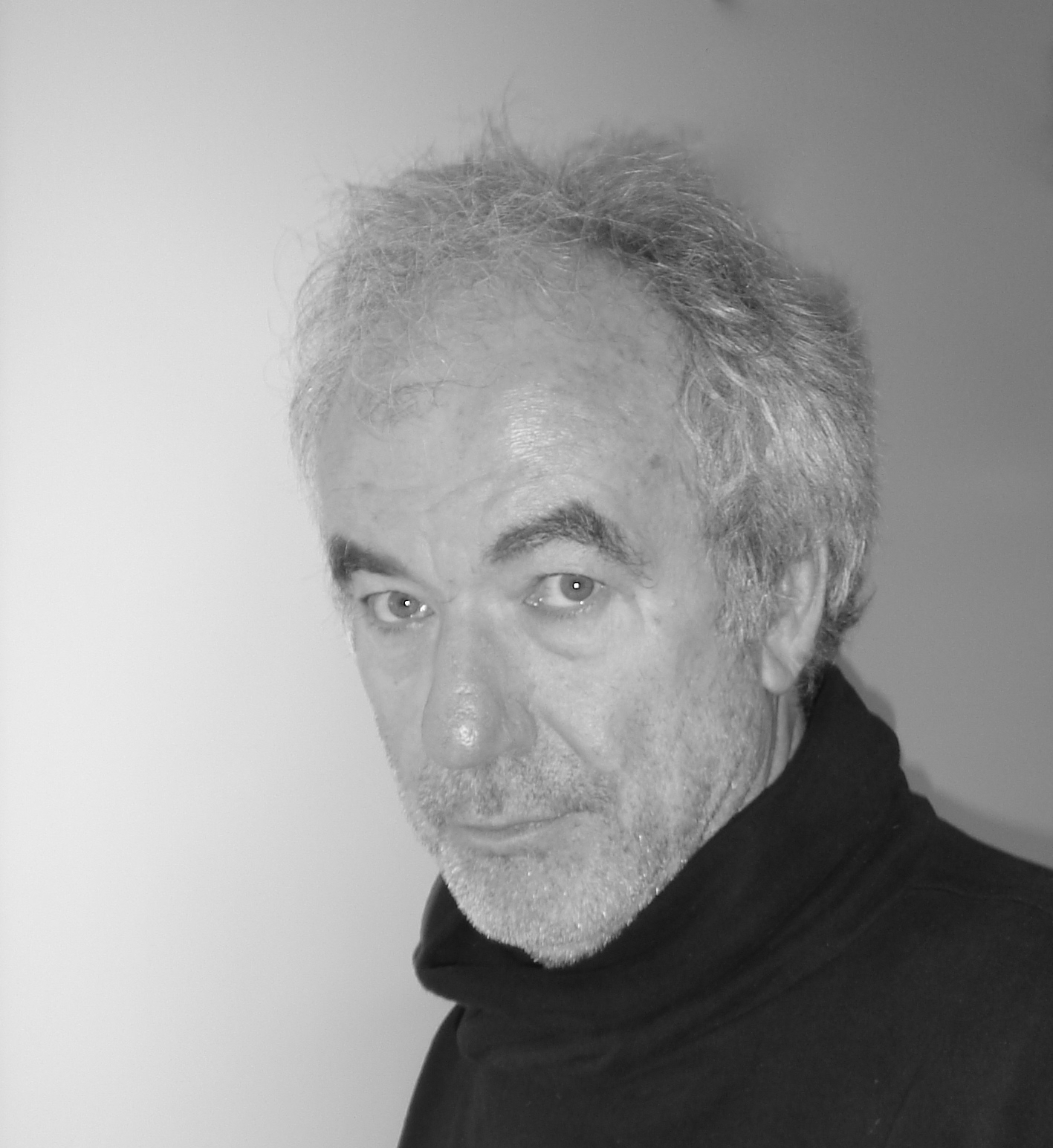
Hans-Peter Jahn

Hans-Peter Jahn (* 3. Februar 1948 in Stuttgart) ist ein deutscher Cellist, Literatur- und Musikwissenschaftler, Essayist, Autor und Komponist, Dramaturg, Veranstalter und Rundfunkredakteur. Er war Künstlerischer Leiter des Festivals Eclat.

## Leben
Hans-Peter Jahn wurde in Stuttgart geboren, als Sohn des Malers Otto Haug und der Krankenschwester Gertrud Kübler. Die Kindheit erlebte er in der ausgebombten Stadt. Prägender als die Ruinen der Stadt aber war das konflikthafte Scheitern der elterlichen Beziehung, die den Alltag der frühen Kindheit bestimmte. Traumatische Erfahrungen durch mehrwöchige Verschickung in ein Kinderheim in Bad Dürrheim kamen hinzu. Der Großvater, der zwei Jahre ältere Bruder Jürgen und später die Freunde in der Freien Waldorfschule Stuttgart Uhlandshöhe waren die wichtigen, Halt gebenden Bezugspersonen. Im Alter von 22 Jahren stimmte er der Adoption durch Willi Jahn, den zweiten Ehemann seiner Mutter und langjährigen Ziehvater zu und führt von da an den Nachnamen Jahn.
Zwei Impulse in der frühen Kindheit prägten ihn: Der erste führte zur Literatur und zum Schreiben: In der verbotenen zweiten Reihe im elterlichen Bücherregal entdeckte der Sechsjährige einen Band mit Friedrich Hölderlins Gedichten und Odenstrophen. Mit ihnen erschloss er sich erst das Lesen und dann die Gesetze der Poetik. Als Neunjähriger begann er autodidaktisch, sich mit Lyrik zu beschäftigen und Gedichte zu schreiben. Ohne Förderung oder äußeren Einfluss nahm das Dichten in seiner Jugend einen immer größeren Raum ein. Zunächst schrieb er unter dem Doppelnamen Haug-Jahn, bevor er sich unter mehreren Pseudonymen tarnte. Nach Abitur und Studienbeginn besuchte er 1970 den Schriftstellerkongress des VS in Stuttgart und machte die Bekanntschaft von Fritz Arnold und Erich Fried, die eine Veröffentlichung seiner Gedichte beim Hanser-Verlag initiierten. Angesichts der Endgültigkeit der druckfertig gesetzten Texte zog der junge Autor seine Zustimmung aber zurück und entschied sich damit gegen eine Laufbahn als öffentlicher Schriftsteller. Das Schreiben von Gedichten, von literarischen Texten und dramatischen Stücken blieb zentral für Hans-Peter Jahn, parallel zu seinen Tätigkeiten im Bereich von Musik, Rundfunk und Theater.
Der zweite Impuls führte zur Musik und zum Theater: Nach der Scheidung der Eltern im Jahre 1952 arbeitete die Mutter als Garderobiere an der Staatsoper Stuttgart. So konnte der Vierjährige auf einem Klappsitz im zweiten Rang Opern und Inszenierungen erleben. Als Zehnjähriger erhielt er erstmals Cellounterricht. Zeitgleich erwachte seine Leidenschaft für das Theater.

### Studium
Nach dem Abitur studierte er 1967 an der Stuttgarter Musikhochschule zunächst Violoncello (Alfred Gemeinhardt), Komposition (Erhard Karkoschka) und Kammermusik (Loueck). Nach drei Jahren begann er ein Parallelstudium an der Universität Stuttgart in Literaturwissenschaft (Volker Klotz), Linguistik (Klaus Baumgärtner) und Philosophie (Max Bense). 1974 schloss er das Studium in den Fächern Violoncello (Konzertexamen), Schulmusik und Germanistik ab.

### Cellist
Als Cellist machte sich Hans-Peter Jahn im Bereich der Neuen Musik einen Namen, nachdem er im zweiten Semester Bernd Alois Zimmermanns Sonate für Violoncello zur Aufführung brachte. Zu dieser Zeit war Siegfried Palm der Einzige, der dieses Werk spielte. Zu ihm hatte der junge Student Kontakt aufgenommen, um das Werk zu erarbeiten. Damit begann eine intensive solistische Konzerttätigkeit, insbesondere im Bereich der Neuen Musik. In dieser Zeit lernte er auch Helmut Lachenmann kennen, dessen Komposition Pression er mit dem Komponisten erarbeitete und von da an annähernd hundert Mal aufführte.
Parallel dazu sammelte er als Mitglied des Ensembles für Neue Musik Stuttgart unter der Leitung von Erhard Karkoschka Erfahrungen mit zeitgenössischer Ensemblemusik und Improvisation.
Außerdem war Hans-Peter Jahn während seines Studiums von 1970 an vier Jahre lang Solocellist des Tübinger Studenten-Kammerorchesters (Leitung Helmut Calgéer), mit dem er zahlreiche Konzerte im In- und Ausland unternahm.

### Lehrtätigkeit und weitere Studien
Private Umstände zwangen ihn, die Solistentätigkeit zu unterbrechen. Nach Referendariat und Staatsexamen unterrichtete Hans-Peter Jahn von 1975 bis 1981 am Stuttgarter Schickhardt-Gymnasium Deutsch und Literatur. In der von ihm gegründete Theater-AG der Schule wirkten bald über 100 Schüler mit. Mit den selbst erarbeiteten Inszenierungen wurde die Theatergruppe u. a. zum Berliner Theatertreffen eingeladen (A concited spectacle of Romeo and Juliet, 1980). Zahlreiche Schauspieler und Regisseure sind aus dieser gymnasialen Zusammenarbeit hervorgegangen (u. a. Thomas Birklein, Roland Schopp, Michael Simon, Thea Brejzek, Thomas Klein). Auch der Maler und Grafiker Jürgen Palmer, mit dem Jahn seitdem eine lebenslange Freundschaft verbindet, ist Mitglied dieser Theatercompany gewesen.
Parallel zu seiner Lehrertätigkeit studierte Hans-Peter Jahn von 1976 bis 1980 zusammen mit Liselotte Hock, Brigitte Schmid und Gunter Teuffel Streichquartett in der Meisterklasse des Melos-Quartetts.
Seine Tätigkeiten als Solo-Cellist und als Autor von Theater und Musiktheaterstücken, Essays und musikanalytischen Texten nahmen in dieser Zeit einen immer größeren Raum ein. 1981 konnte Jahn den ungeliebten Schuldienst beenden, um sich ganz seinen künstlerischen Tätigkeiten zu widmen.
Zusammen mit Yukiko Sugawara und Joachim Schall begann eine umfangreiche Konzerttätigkeit als Klaviertrio.
Bei Ulrich Siegele begann er in Tübingen ein Studium der Musikwissenschaft, um über das Neue Musiktheater zu promovieren.
Einem Ruf der Musikhochschule Stuttgart folgend, unterrichtete er 1984 bis 1991 Musiktheater und Hörspiel.

### Veranstalter und Autor für Musiktheater
Die Beschäftigung mit dem Musiktheater nahm nun einen großen Raum ein. Im Zentrum seines Interesses stand dabei ein „Kammermusiktheater“, das Musik zum Thema hat, mit Musikern als Protagonisten.
Anders als bei Oper oder zeitgenössischen Entwürfen wie z. B. von Mauricio Kagel, Karlheinz Stockhausen, Dieter Schnebel oder Georges Aperghis spielen in Jahns Theaterstücken Gesang und instrumentale Musik keine primäre Rolle. Seine Musiktheaterstücke setzen vielmehr beim zeitgenössischen Sprechtheater an. Dabei wirken kompositorische Prinzipien wie Variationstechniken, Wiederholungen und Collagen in den Struktur- und Formprinzipien der Theatertexte. Häufig spielen Musiker darin eine Hauptrolle und stehen als Opfer, auch als Deformierte durch den Musikbetrieb im Zentrum einer vielschichtig angelegten Tragikomödie, die aktuelle kultur- und gesellschaftskritische Phänomene insbesondere aus Kulturbetrieb und Musikgeschichte bloßstellt.
So geht es in einem seiner frühen Stücke Weiß wie Blut z. B. um einen Violinvirtuosen, der traumatisiert sein Gedächtnis verloren hat. In einer psychologischen Klinik wird er biographischen Tonbandzuspielungen, rätselhaften Versuchsexperimenten und praktischen Kammermusikübungen unterzogen. Folter, Gehirnwäsche oder medizinisch ernstgemeinte Behandlung? Eine zynische Forscherin provoziert ihn mit Details aus seinem Musikerleben und verzahnt dabei nach allen Regeln motivisch-thematischer Arbeit frühkindliche Kriegstraumata und die Rituale des bürgerlichen Kammer-Musikbetriebs zu einem virtuosen und hintersinnigen Dramolett, das alles befragt: Musik und Musiker, das Konzert-Publikum und die Authentizität von Konzert und Studioproduktionen. Was ist wahr und wirklich? Wer ist Opfer, wer Täter?
Auch religiöse und ethische Themen und Symbole spielen eine Rolle (Quintett, vom Himmel… oder auch: IchIchIch). Häufig bezieht sich Jahn dabei auf andere Gattungen wie Mysterienspiel, Kriminalkomödie oder Volkstheater und nutzt die gattungstypischen Erwartungsmuster für aberwitzige Volten und doppelbödige dramaturgische Täuschungsmanöver, die als Schlüssel zur Deutung dienen und abgründige thematische Schichten offenlegen. Zunächst sind einige seiner Musiktheaterstücke zusammen mit befreundeten Musikern und Schauspielern im „studio im planetarium stuttgart“ zur Uraufführung gekommen, dann folgen Einladungen und Gastspiele bei Musik- und Theaterfestivals im In- und Ausland. Einige der jüngeren Musiktheaterstücke sind bislang unaufgeführt.

### Tage für Neue Musik Stuttgart / Festival Eclat
1983 übernahm Jahn die künstlerische Leitung der Tage für Neue Musik Stuttgart (ab 1997 Eclat, Festival für Neue Musik Stuttgart), die von Reinhard Febel, Albrecht Imbescheid, Manfred Schreier, Michael Zilm und Clytus Gottwald 1980 ins Leben gerufen worden sind. 30 Jahre lang gestaltete und prägte er dieses Festival Neuer Musik und machte es zu einem der wichtigen Festivals Neuer Musik in Europa. Unter dem Dach von Musik der Jahrhunderte mit Christine Fischer als Geschäftsführerin (heute Intendantin von Eclat) und Manfred Schreier als Dirigent (bis 2005) entstanden Kooperationen mit anderen Festivals. Umfangreiche Komponisten-Portraits sind dabei entstanden u. a. von Iannis Xenakis, Helmut Lachenmann, Bernd Alois Zimmermann, Heinz Holliger, Ernst Krenek, Wolfgang Rihm, Peter Eötvös, György Kurtàg, viele davon erstmals. Neben der Uraufführung von Kammermusik- und Orchesterwerken gilt dabei sein besonderes Augenmerk dem experimentellen Musiktheater und der kreativen Zusammenarbeit mit anderen Kunstgattungen, darunter mit dem Filmemacher Jochen Kuhn, mit dem ihn eine enge Freundschaft verbindet.

### Redakteur für Neue Musik beim SDR / SWR
Ab 1989 war er leitender Redakteur für Neue Musik Stuttgart beim Süddeutschen Rundfunk / Südwestrundfunk in der Nachfolge von Clytus Gottwald. Als künstlerischer Partner, Mentor und Produzent begleitete er 25 Jahre lang Komponisten aus dem In- und Ausland und hat dabei über 250 Werke aus der Taufe gehoben und zur Uraufführung gebracht. Viele Künstlerfreundschaften haben hier ihren Ursprung, darunter die mit Helmut Lachenmann, Wolfgang Rihm, Jörg Widmann, Matthias Pintscher, Markus Hechtle und Mike Svoboda. Als Juror war er u. a. für den Kompositionspreis der Stadt Stuttgart, für den Preis für Musiktheater des Landes NRW, für die Kulturstiftung des Landes Baden-Württemberg, für das Stipendium des Experimentalstudios der Heinrich Strobel Stiftung, für den Komponistenwettbewerb des Ircam Paris, für das IGNM Stuttgart, für die Edition Zeitgenössische Musik des Deutschen Musikrats, für den Domnick Cello-Wettbewerb für Neue Musik tätig. Er verfasste über 1000 Sendungen zur Musik und Literatur und zeitgenössischen Musik. Zahlreiche Konzertreihen hat er für den SWR ins Leben gerufen und veranstaltet, darunter die Reihe Atelier, Metapher, attacca, Meisterkonzerte für Zuhörer (MdJ).
Von 2006 bis 2013 führte er für SWR2 unter dem Titel „50 Meisterwerke“ und „Musik kommentiert“ mehr als 150 Werkgespräche über zentrale Werke der europäischen Musikgeschichte von der Renaissance bis in die Gegenwart. Zu den Gesprächspartnern gehörten Komponisten wie Wolfgang Rihm, Jörg Widmann, Helmut Lachenmann, Nikolaus Brass, Rolf Rihm, Hanspeter Kyburz, Jörg Mainka, Markus Hechtle, Gordon Kampe, Musikwissenschaftler und Publizisten wie Ulrich Dibelius, Jürg Stenzl, Gerhard E. Koch, Hans-Klaus Jungheinrich, Wolfgang Hofer, Eleonore Büning, Mathias Hermann oder Musiker wie Daniel Hope, das Klavierduo Grau / Schumacher, Markus Hinterhäuser, Ragna Schirmer.

### Management Südfunk-Chor Stuttgart / SWR Vokalensemble
Von 1993 bis 2002 war Jahn parallel zu seiner Redaktionstätigkeit für Neue Musik für das Management des Südfunkchors Stuttgart / SWR Vokalensemble Stuttgart verantwortlich. Zusammen mit Rupert Huber als Chefdirigent schärfte er das Profil des Chores und machte es zu einem der international bedeutendsten Spezialensembles für Musik der Gegenwart und Klassischen Moderne. Viele der über 250 Uraufführungen und Projekte des Ensembles gehen auf seine Initiative zurück, darunter Werke von Karlheinz Stockhausen, Mauricio Kagel, Heinz Holliger, Nikolaus A. Huber, Milko Kelemen, Hanspeter Kyburz, Sandeep Bhagwati, Marco Stroppa etc.
2013 endete seine Tätigkeit beim SWR Stuttgart. Gleichzeitig beendete er nach 30 Jahren die künstlerische Leitung des Festivals Eclat in Stuttgart, um ausschließlich literarisch tätig zu sein.

### Dramaturg für Tanztheater und beim Taschenopernfestival Salzburg
Immer wieder hat Hans-Peter Jahn als Dramaturg mit anderen Künstlern zusammengearbeitet, darunter von 2001 an mit dem Choreographen und Tänzer Fabian Chyle. Seit 2009 arbeitet er als Dramaturg und Autor zusammen mit dem Regisseur und künstlerischen Leiter des Taschenopernfestivals Salzburg Thierry Bruehl.
Hans-Peter Jahn lebt in Stuttgart. Er ist mit der SWR-Redakteurin und künstlerischen Planerin des SWR Vokalensembles Dorothea Bossert verheiratet und hat zwei Söhne.

## Werkliste (Auswahl)

### Musiktheater
- Beethoven ade (1971) für sechs Instrumentalisten ohne Instrument, UA Kasseler Musiktage 1971[5] (Ensemble für Neue Musik Stuttgart, Leitung: Erhard Karkoschka)
- Weiß wie Blut (1973/2012) Kammermusiktheater für einen geigenden Schauspieler, eine Pianistin und Zuspiel, UA 1982 studio im planetarium Stuttgart, (Jürgen Palmer, Yukiko Sugawara, Stimme: Hans-Peter Bögel)
- Umkehrung (1977) für Violoncello und einen „Komponisten“, UA 1977/78 studio im planetarium Stuttgart (Bernhard Güller Cello, Hans-Peter Jahn)
- Der Clown stirbt (1979) für drei Spieler mit Harfe, Klavier, Violoncello 1980 UA studio im planetarium Stuttgart, (Ulla Pollich, Jürgen Palmer, Hans-Peter Jahn)
- Mahlade (1981/82) Ritual für großes Orchester, Frauenchor, Streichquartett und fünf Schauspieler in vier Teilen und einem Epilog, UA 1982 Tage für Neue Musik Stuttgart, Beethovensaal (Stuttgarter Philharmoniker (Frauenchor der Markusgemeinde, Streichquartett Wolfgang Rösch, u. a. mit Reinhild Schuster, Jürgen Palmer, Leitung Manfred Schreier, Regie: Hans-Peter Jahn)
- Betrüge deinen Nächsten wie dich selbst (1981) für drei Spieler, UA 1982 Hamburg, Deutsches Schauspielhaus (Ulla Pollich, Jürgen Palmer, Hans-Peter Jahn)
- König Dummkopf oder Belcanto (1981) Kammermusiktheater für Klavier, Trompete (auch Violine, Akkordeon), Violoncello, Flöte, Piccolocello, Tenor und Radiogeräte, UA 1983 studio Im planetarium Stuttgart (Friedemann Luz: Tuttifrutti Klavier / Trompete / Violine / Akkordeon / Korrepetition, Thomas Boniver: Liliput oder die blinde und taube Jury, Werner Taube Violoncello: Pablo, Alexander Neander: Nico Kontrabass und Pantomime, Saida Mebarek: Branzilla Flöte, Hans-Peter Jahn: Gaspar Piccolocello, Joachim Brendel: Enrico Tenor, Regie: Hans-Peter Jahn)
- Requiem (1983/85) Musiktheater für einen Schauspieler, Kammerensemble, Dias und Zuspiel, UA 1985, Musik im 20. Jahrhundert, Saarbrücken (Klavier: Yukiko Sugawara, Posaune: Mike Svoboda, Oboe: Diethelm Jonas, Schlagzeug: Boris Müller, Viola: Hans-Gerhard Brünig, Violoncello: Werner Taube, Musikalische Leitung: Anton Zapf, Regie: Helfried Foron)
- …vom Himmel (1984) Musiktheater in drei Teilen für ein Kind, zwei Violinen, Klarinette, vier Posaunen, Orgel und Schauspieler, UA 1984 Hospitalkirche, Stuttgart (Kind: Friederike Lerbs, Engel: Adolf Seidel, Violine: Wolfgang Rösch, Wilhelm F. Walz, Posaune: Mike Svoboda, Wolfgang Czelusta, Isaiah Cooper, Frank Greiner, Orgel: Christoph Bossert, Leitung und Regie: Hans-Peter Jahn)
- Quintett (1984/1988) für fünf Schauspieler und Streichquintett, UA 1988 Tage für Neue Musik Stuttgart, (Robert: Fred Woywode, Fernando: Jürgen Haug, Marguerite: Barbara Stoll, Jean Paul: Alexander Neander, Charles: Jürgen Palmer, Ensemble74 Violine: Wolfgang Rösch, Jürgen Vlach, Viola: Ali Giedraitis, Violoncello: Hendrik Thenbergh, Gregory Johns, Bühne: Jürgen Palmer, Licht: Christian Tombeil, Regie: Hans-Peter Jahn)
- Le Gourmet (1985) für einen Feinschmecker, einen Violinvirtuosen, einen Diener und eine bleiche Dame, UA 1986 Festival "Vom Klang der Bilder" Staatsgalerie Stuttgart (Le Gourmet: Maarten Güppertz, Violine: Joachim Schall, Diener: Hans-Peter Jahn, Bleiche Dame: Ulla Pollich, Regie: Hans-Peter Jahn)
- Trio (1985) für Streichtrio, drei Jungfrauen und drei Penner, UA 1986 studio im planetarium, Stuttgart (Violine: Joachim Schall, Viola: Hans-Gerhard Brünig, Violoncello: Reinhard Werner, Jungfrauen: Isolde, Johanna, Regine, Penner: Horst, Ralf, Heinz, Regie: Hans-Peter Jahn)
- Spiegelbild (1985) Dialog für einen Posaunisten und Dias (Video), UA 1986 Dettenhausen / studio im planetarium Stuttgart (Posaune: Mike Svoboda)
- Harpe / Harpie (1991) für eine Schauspielerin und Ensemble, UA 1991 Wilhelma Theater Stuttgart (Barbara Troschka, Ensemble Neue Musik Stuttgart, Leitung Braxton Blake, Licht: Christian Tombeil, Regie: Hans-Peter Jahn)
- Frau mit Schatten (1989) Musiktheater in fünf Bildern für eine Souffleuse, Tonband und Video, UA 1989 Kammertheater Staatsoper Stuttgart (Souffleuse: Ursula Cantieni, Video: Jürgen Palmer, Regie: Hans-Peter Jahn)
- Kompression (1988) Kammermusiktheater für Streichtrio und zwei Spielerinnen (2. Version 1990: für Streichtrio, Schauspielerin und Kind), UA 1989 Depot Staatstheater (Deutsches Streichtrio: Hans Kalafusz, Jürgen Weber Reiner Ginzel, Spielerin: Johanna Pollich, Kind: Philipp Schall, Regie: Hans-Peter Jahn)
- Repression (1990) Kammermusiktheater für Klavierduo und Kind in zwei Varianten, UA 1990 Wilhelma Theater Stuttgart (Klavierduo Gunilde Cramer / Yukiko Sugawara und Klavierduo: Lutz Bidlingmaier / Markus Stange, Knabe: Philipp Schall, Mädchen: Rita Hidalgo, Licht: Christian Tombeil, Regie: Hans-Peter Jahn)
- Akt (1996) für eine Schauspielerin und einen Schlagzeuger, UA 1996 Tage für Neue Musik Stuttgart / zweite Version: Zagreb UA 1999 für eine Frau, einen Mann, Bandzuspiel und Monitor, (Frau: Melanie, Schlagzeug: Mircea Ardeleanu; Zagreb: Frau: Gabriele Lange, Mann: Jürgen Palmer, Regie: Hans-Peter Jahn)
- ad acta (1998) Kammermusiktheater für zwei Spieler und Akkordeon, UA 1999 Triennale Berlin Kunsthalle (Spieler: Christian Thombeil, Michael Hirsch, Akkordeon: Teodoro Anzellotti, Regie: Hans-Peter Jahn)
  - umgewandelt und erweitert in: ich ich ich (2001) Tragikomödie mit „Musik“ für vier Schauspieler in acht Bildern, Revisionen 2001 und 2006 (unaufgeführt)
- Karambolage (2002) Theater mit Musik in zwei Akten für einen Posaunisten und Schauspieler (unaufgeführt)
- Blackout (2004) Kammertheater mit „Musik“ für zwei Schauspieler und Kind 2004, UA 2005 ECLAT Festival für Neue Musik Stuttgart[6] / Teil des Projekts „Großstadt nachts“ (Mann: Maarten Güppertz, Frau: Karen Bößer, Mädchen: Rosa Basile, Stimme des Kindes: Florian Bossert, Bühnenmusik: Matthias Schneider-Hollek, Regie: Hans-Peter Jahn)
- KENNWORT: m×e×s×s×i×a×s (2011) Theaterszene für zwei Schauspielerinnen, einen Bühnenarbeiter und Streichquartett, Teil des Projekts: Der Engel des Herrn, UA 2011 Salzburg Taschenopernfestival[7] (Streichquartett des oenm, Maria: Nicola Gründel, Engel: Constanze Passin, verrückter Requisiteur: Jürgen Palmer, Bühne&Kostüme: Jürgen Palmer, Musik und Regie: Hans-Peter Jahn)

### Theatermusik
- Words and Music Theaterstück (1961) von Samuel Beckett mit Musik für Violoncello auf einem zu pedaliserenden Flügel von Hans-Peter Jahn (1986), UA 1986 im Theaterhaus Stuttgart, (Krak: Helfrid Foron, Words: Hans-Peter Bögel, Music: Hans-Peter Jahn / Violoncello, Pedal-Assistent: Sebastian Foron, Regie: Helfrid Foron)
- Dislocation (1991) Szenen in acht Bildern für vier Posaunisten, vier Video Monitore und Video Projektion nach einer Idee von Thea Brejzek und Lawrence Wallen, UA 1991 Tage für Neue Musik Stuttgart[8], Alte Reithalle (Posaunen: Uwe Dierksen, John Kenny, Mike Svoboda, Toon van Ulsen, Inszenierung: Thea Brejzek / Videos: Lawrence Wallen / Licht: Christian Tombeil)
- Ophelias Schattentheater (1999) nach einer Erzählung von Michael Ende, Schattentheater für eine Darstellerin und Streichquartett UA 2000 Theaterhaus Stuttgart[9][10] (Spiel und Figuren: Dragica Ivanovic, Neues Stuttgarter Streichquartett: Matthias Neundorf, Simone Riniker, Paul Pesthy, Erik Borgir, Regie: Joachim Fleischer)
- Schaulaufen (2010) ein Tanz/Musiktheater von Fabian Chyle für Tänzer, Standardtänzer, Schauspieler, Posaune und Akkordeon, UA 2010 Theaterhaus Stuttgart[11] / eine Produktion von COAC (Choreographie und Regie: Fabian Chyle)
- Quinte Neckar (2009) für Soloposaune und Bläserensemble, UA 2009 im Projekt Zum Wasser von Jürgen Palmer, beauftragt durch die KulturRegion Stuttgart „Die Wasser des Neckar 2008 - 2009“[12] (Mike Svoboda: Posaune, EFH-BLAS Blechbläserensemble der Evangelischen Hochschule Ludwigsburg, Leitung: Hubertus von Stackelberg)

### Texte, Dramolette, Libretti zu Kompositionen anderer
- Vomitorio (1990) Musik zum Inszenieren von Manuel Hidalgo, ein Bilderspiel von Hans-Peter Jahn und Jürgen Palmer, UA 1991 Singen[13] (Frauen: Silke Harms / Malin Fischer / Janine Abraham, Mann: Jürgen Palmer, Streichorchester der Jugendmusikschule Singen Leitung Andreas Schmid, Madrigalchor Alusingen Leitung Franz Meister, Städtisches Blasorchester Singen Leitung Josef Schwarz, Junges Philharmonisches Orchester Stuttgart / Leitung Manfred Schreier, Regie: Hans-Peter Jahn)
- Orpheus? – oder Hadeshöhe (1991) Kammeroper in 2 Akten für zwei Schauspieler, Sopran und Tenor von Erhard Karkoschka (revidierte Fassung 1996/97), UA 1992 in Weißenhorn/Bayern (Orpheus: Helmut Holzapfel/Tenor, Eurydike: Jena Ruchek/Sopran Herr O: Helmut Lorin, Frau E: Ulla Bootz-Pollich, Ensemble Farg 92, Musikalische Leitung Heinrich Graf, Zuspiele: collegium vocale stuttgart / Solo-Tenor: Martin Nagy / Solo-Schlagzeug: Albrecht Volz, Leitung Helmut Wolf, Regie: Hans-Peter Jahn)
- Des Kaisers neues Kleid (1996) ein Musiktheater von Manuel Hidalgo für Kinder und Erwachsene nach dem Märchen von Hans Christian Andersen, UA 1996 im Alten Schloßhof Stuttgart / Neuinszenierung Staatstheater Mainz 2001[14][15] (Kaiser: Mike Svoboda/Posaune, Hofnärrin: Maria Helle / Johanna Bronkalla/Mainz, Herr Weber: Matthias Neundorf/Violine, Frau Weber: Uta Sedlock/Viola), Neue Vocalsolisten, Bühne und Kostüme: Beatrix von Pilgrim, Regie: Christian Kohlmann)
- L’espace dernier (2002/03) Oper von Matthias Pintscher in vier Teilen nach Texten und Imaginationen aus dem Werk und Leben Arthur Rimbauds, Konstruktion und szenische Idee, UA 2003 in Paris Opera de la Bastille[16]
- Der Mann, der sich selbst verschenkte (2002) Musiktheater für Kinder und Erwachsene von 8 bis 80, UA 2003 ECLAT, Festival für Neue Musik Stuttgart[17], Musik: "Ein Kinderspiel" für Klavier von Helmut Lachenmann (Mann: Maarten Güppertz, Frau und Klavier: Claudia Fröschle, Assistenz und Licht: Claudius Klein, Regie: Hans-Peter Jahn)
  - Zweite Fassung: Kahikododomikikupapestopopopu (2006) Musiktheater für Kinder und Erwachsene von 8 bis 80, UA 2006 Wien, Wien Modern/Dschungel-Festival nach der Musik: "Ein Kinderspiel" für Klavier von Helmut Lachenmann (Mann: Maarten Güppertz / Frau und Klavier: Claudia Fröschle Regie: Hans-Peter Jahn)
- alles klar (2006) eine Karambolage von Szenen und Musik für Tenor, Countertenor, Sopran, Stimme, Bass, zwei Klavierspieler (weiblich/männlich), Ensemble, Knabe und zwei Schauspielerinnen 2006, UA 2007 ECLAT Festival für Neue Musik Stuttgart[18], Kompositionen: Andreas Dohmen (UA), Hugo Wolf, Franz Schubert, Jörg Widmann (UA), Wolfgang Rihm, Johannes Brahms, Hanspeter Kyburz (UA), Richard Strauss, Matthias Pintscher (UA), Robert Schumann (Frauen: Ursula Cantieni, Kathrin Kestler, Barbara Zapatka, Knabe: Luc Palmer, Klavier: Florian Hölscher, Juliane Ruf, Sopran: Annette Elster, Salome Kammer, Tenor: Christoph Prégardien, Countertenor: Kai Wessel, Bass: Frank Wörner, ensemble recherche, Regie: Hans-Peter Jahn)
- M A H L Z E I T (2008) ein Kammertheater in fünf Stationen mit jeweils fünf unterschiedlichen Kompositionen ohne Gesang, UA 2009 Salzburg Taschenopernfestival[19] (Licht: Hubert Schwaiger, Gesamtregie: Thierry Bruehl)
- Stillleben mit Kanister (2013) Kammertheater mit Musik für eine aufgehängte Frau, einen Mann und Tonbandstimme, UA 2013 Salzburg Taschenopernfestival[20] (Musik: Natalia Gaviola Frau: Juliane Herzberg, Mann: Christoph Kail, Zuspiel: Maarten Güppertz/Stimme, oenm, Leitung Juan Garcia Rodriguez, Regie: Hans-Peter Jahn)
- Der Kuss (2020) Short opera for 4 singers, 9 instruments and electronics, UA 2021 Salzburg Taschenopernfestival[21] (Musik: Wolfgang Mitterer, Regie: Thierry Bruehl)

### Kompositionen für unterschiedliche Besetzungen
- „Passacaglia“ – Variationen (1983/84) für 15 Solostreichinstrumente und Zuspiel, UA 1984 im Funkstudio des SDR Tage für Neue Musik Stuttgart (Ensemble 74 Wolfgang Rösch, Leitung Anton Zapf)
- Und ich sah einen Engel vom Himmel fallen… (1985) für 12 Männerstimmen, vier Posaunen und Streichsextett (unaufgeführt)
- Mozart-Variationen I (1986) für Streichquintett, UA 1986 Maulbronn (Ensemble 74: Wolfgang Rösch, Jürgen Vlach, Jürgen Thiemt, Hans-Peter Jahn, Dieter Lässle/Kb)
- Mozart-Variationen II (1986) für 26 Streicher und Pauken, UA 1986 Liederhalle Mozartsaal Stuttgart (Stuttgarter Jugendorchester, Leitung Christoph Adt)
- Duo (1987) für Violine und Violoncello, UA 1987 Kunsthaus Schaller Stuttgart/Werkstatt Manfred Ulmer (Joachim Schall, Hans-Peter Jahn)
- Quartett für zwei Celli (1987/88) Zehn Miniaturen, UA 1989 Wilhelma Theater / zu Manfred Ulmers 50. Geburtstag (Hans-Peter Jahn, Gregory Johns)
- Lazarus (1988) Drei Heine-Imaginationen für Kammerensemble und Sprecher, UA 1988 Schwäbisch Gmünd (Ensemble Avance, Leitung: Andras Hamary, Sprecher: Hans-Peter Bögel)

## Essays und Texte zur Musik, Rundfunksendungen (Auswahl)
- Musik aus den Fugen, Vortrag bei den Tagen Neuer Musik, Stuttgart 14. Juni 1990
- "Schöne Stellen", Verwundungen in Lachenmanns jüngsten Werken, Vortrag Darmstadt 28. Juni 1990
- Die Utopie der Solituden, Warum öffentliche Rezension?, Impulsreferat zu „Koordinaten. Kritiker im Gespräch. Neue Musik und ihre Beurteilung durch öffentliche Rezension“, Podiumsdiskussion Stuttgart 3. Juli 1991
- Der zerfetzte Brahms. Zur Utopie einer Welt ohne Medien, SWR2 Musik spezial 22. Dezember 1993
- "Basic Instinct" Zur Musikalisierung des Bösen, SWR2 Extra "Kino" 5. Januar 1995
- "Bartok begegnet Webern nicht". Zur Divergenz der Musik und der Persönlichkeiten Béla Bartòks und Anton Weberns, SWR2 Musik spezial 13. September 1995
- Der gehaßte Adorno, SWR2 Jetztmusik 3. Mai 1999
- Viel Lärm um nichts. Musiktheater des 20. Jahrhunderts, 4 Beiträge zur „Hörgeschichte der Musik“, 5./12./19./26. März 2001
- Annäherungen an Wolfgang Rihm. Essay, SWR2 Jetztmusik, 3. November 2001
- Von der Schwierigkeit, über Neue Musik zu sprechen (1-4). Essay, SWR2 Jetzt Musik 8. September 2003/13. September 2004 / 25. April 2005 / 28. Juli 2005
- Franz Schubert: Der Doppelgänger. SWR2 Musik kommentiert 8. April 2004
- Streichquartett am Rande. Zu waghalsigen Experimenten in Joseph Haydns späten Streichquartetten und in „Grido“ von Helmut Lachenmann, SWR2 Musik kommentiert 17. Juni 2004
- „Klangschatten – mein Eis am Stiel“. Zur Titelsucht und ihrem heimlichen Programm. Essay, SWR2 Jetztmusik 13. Juni 2005
- Musik, Xanthippe der Literatur?, Vortrag anlässlich der Tage für Neue Musik 93, revidiert für SWR2 Jetztmusik 20. März 2006
- "Das Gezwitscher der Bären. Über Quote und Qualität". Vortrag im Rahmen von „1&1, Meisterkonzerte für Zuhörer“, Stuttgart 27. April 2006
- Alles zittert von verhaltener oder ertragener Gewalttätigkeit. Fünf kompositorische Stationen Wolfgang Rihms. Essay für die CD „Wolfgang Rihm III“, SWRmusic 93.227
- Es graut mir vorm Anfang so großer Werke! Anfänge in der Neuen Musik und Literatur. Essay SWR2 Jetztmusik 6. Oktober 2008
- Zum Tod von Erhard Karkoschka, SWR2 8. Juli 2009
- Das Theater mit dem Musiktheater. Impulsreferat zur Podiumsdiskussion, Stuttgart, Theaterhaus 18. Juli 2009 / SWR2 Jetztmusik 12. Oktober 2009
- Die letzte Wintermusik: "Von der Wirklichkeit hinter den Grenzen, ein imaginäres musikalisches Theater". Vortrag anlässlich des Konzertes zum 70. Geburtstag von Helmut Lachenmann am 26. November 2005. SWR2 Jetztmusik 14. Oktober 2009
- Korsett oder Unbegrenztheit (1-2). Essay, SWR2 Jetztmusik 19./26. Oktober 2009
- "Faszinierende Befremdlichkeit." Jürgen Palmer in der Sammlung Domnick. Vortrag 4. November 2010
- Querdenker oder Querulant? Der Komponist Peter Michael Braun. Porträt SWR2 Jetztmusik 4. April 2011
- Das Musikmachergenie Peter Oswald (1-2). SWR2 Jetztmusik 20./27. 6.2011
- Nah und Fern. Literatur und Musik. Essayreihe SWR2 Jetztmusik (1) Franz Kafka 3. Oktober 2011, (2) Samuel Beckett 10. Oktober 2011, (3) Ingeborg Bachmann 17. Oktober 2011, (4) Thomas Bernhard 24. Oktober 2011
- Wie höre ich bloß auf? Finalisierungen in der Neuen Musik. Essay SWR2 Jetztmusik, 21. November 2011
- Artaud… Überall. Zum Begriff der Grausamkeit bei Wolfgang Rihm. Vortrag Karlsruhe 20. April 2012
- "Selten, aber zu dritt". Das Klaviertrio in der Neuen Musik. Essay SWR2 Jetztmusik 11. Juni 2012
- Alles nicht so einfach. Ein offener Brief an Markus Hechtle. Musiktexte 15. Juli 2012[22]
- "Wer mit wem sich wie verbindet…", Laudatio zu den Preisträgern des Kompositionspreises der Landeshauptstadt Stuttgart 2012, 7. Februar 2013

## Buchveröffentlichungen
- auf (–) und zuhören: 14 essayistische Reflexionen über die Musik und die Person Helmut Lachenmann. herausgegeben von Hans-Peter Jahn, Wolke Verlag Hofheim, 2005, 245 Seiten
- Otto Tomek, Der Rundfunk und die Neue Musik, Wolke Verlag Hofheim, 2018, 400 Seiten